# Kvantkemi
För information om beräkningsmetoder inom kemin, samt mer tekniska aspekter av kvantkemi, se beräkningskemi. För mer information om koncepten i relation till kemin, se teoretisk kemi.
Kvantkemi är en gren inom teoretisk kemi som använder teorier från kvantmekanik och kvantfältteori för att lösa kemiska problem. Ett användningsområde är till exempel att utnyttja den kvantmekaniska beskrivningen av elektronernas egenskaper hos atomer och molekyler för att få veta något om deras (atomernas och molekylernas) reaktivitet. Kvantkemin angränsar både till kemin och fysiken, och viktiga bidrag har gjorts av vetenskapsmän inom båda dessa områden. Kvantkemin överlappar – och har en stark koppling till – atomfysik och molekylfysik samt fysikalisk kemi.  